# 常连
常连（19世纪?—20世纪?），寧夏駐防正紅旗滿洲人，清末及中华民国大陆时期军事将领。

## 生平
清朝末年，常连任宁夏满营副都统。1911年辛亥革命爆发后，民军攻占了宁夏府城、灵州、平罗。1911年12月2日，宁夏革命军政府的一千余人进攻宁夏满营，遭常连率部击败，革命军总指挥刘先智中弹牺牲，革命军未攻下宁夏满营。满营解围以后，协领荣林力主支持共和，并说服了宁夏将军台布、宁夏满营副都统常连发出通电赞成共和。
中华民国成立后，宁夏满营因为通电拥护共和而继续保留，台布病退，常连被北京政府任命为宁夏将军。1914年9月，北京政府下令裁宁夏驻防满营将军。1915年，宁夏护军使马福祥作为北京政府代表，常连作为宁夏满营代表议定：宁夏满营上缴武器并解散，“化旗为民”。